# 발트 지방

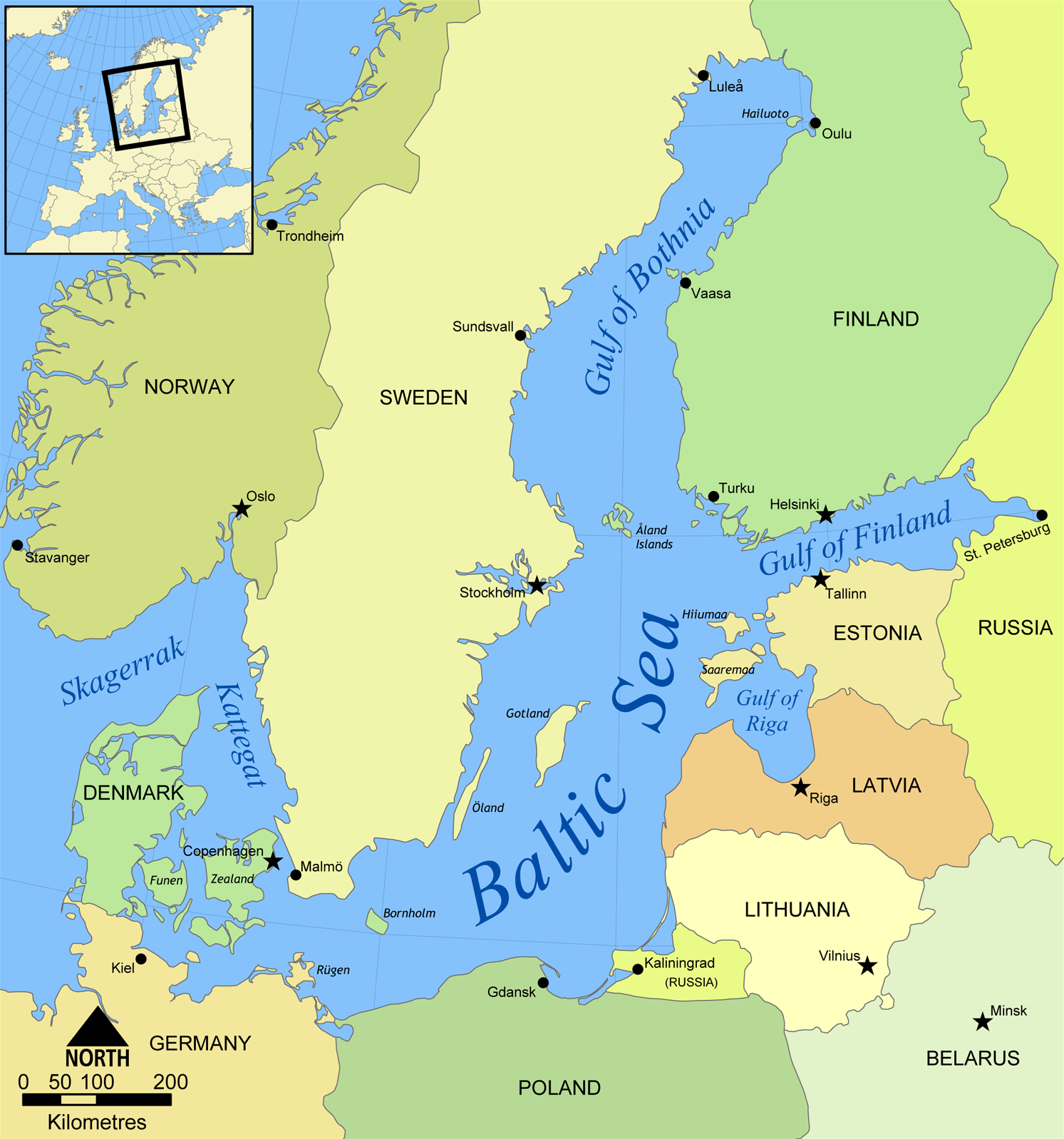

발트 지방(Baltic region)은 북유럽의 발트해 동쪽의 연안 지방을 말한다. 발트 3국(북쪽에서부터 에스토니아, 라트비아, 리투아니아)이 형성되어 있다.

## 같이 보기
- 발트 3국
- 발트해 국가 이사회